# Jessica Suttaová
Jessica Lynn Suttaová (* 15. květen 1982, Miami, Florida) je americká tanečnice, zpěvačka a herečka lépe známá jako jedna z členek Pussycat Dolls.

## Dřívější život a kariéra
Jessica se narodila na Miami na Floridě. Má katolicko-židovské rodiče s ruskými, polskými a irskými předky. Jessica má dva starší bratry, Kevina a Billa. Začala chodit na hodiny tance už když ji byly tři roky a když jí bylo čtrnáct let tak začala chodit do školy, kde se věnovala tanci "New World School of the Arts". Natrhla si vazy v obou kolenech, ale i tak se vrátila k tanci.
V roce 1999 se přidala k tanečnímu týmu Miami Heat a v roce 2001 se stala kapitánkou týmu.
V roce 2002 se Jessica přestěhovala do Los Angeles jako nezávislá tanečnice, zahrála si například v hudebních klipech pro Willa Smitha, Baby Bash, Craiga Davida nebo Glorii Estefan, ale i pro mnoho dalších.
Jessica se taky objevila ve filmech From Justin to Kelly a Šikana.

## Pussycat Dolls
Jessica se dostala do kapely Pussycat Dolls v roce 2002, kde dostala přezdívku "Pin-up Doll" kvůli jejímu skvělému stylu.
Jessica také nazpívala singl "If I Was A Man", ve kterém si střihla sólo, tuhle píseň můžete najít na albu Dolls Domination Deluxe Edition, producenty toho singlu jsou Smidi, Ron Fair a Stefanie Ridel.
V roce 2008 změnila Jessica barvu vlasů z černých na červené.

## Ostatní
Suttaová se také objevila v singlu Paul van Dyka "White Lies", který dosáhl prvního místa v soutěži o nejoblíbenější taneční singl.
Objevila se také v singlu Dave Auda "Make It Last", který měl shoot na MTV v roce 2007.